# Campephilus leucopogon
Campephilus leucopogon е вид птица от семейство Picidae. Видът е незастрашен от изчезване.

## Разпространение
Разпространен е в Аржентина, Боливия, Бразилия, Парагвай и Уругвай.